# Richtfunkstation Exelberg
Der Sendeturm Exelberg ist ein 109 Meter hoher Fernmeldeturm in Stahlbetonbauweise auf dem Exelberg in Niederösterreich. Der Sendeturm ist ein Typenturm, welcher vom Eigentümer Telekom Austria betrieben wird. Er stellt eine Richtfunkverbindung primär zwischen der westlich gelegenen Richtfunkstation am Jauerling und dem östlich davon in Wien gelegenen Funkturm Wien-Arsenal dar. Die Richtfunkstrecken liegen im Frequenzbereich von 7 GHz bis 7,4 GHz. Darüber hinaus dient der Typenturm als Träger für Sendeanlagen für den Flugfunk der Flugsicherung Austro Control und der Funküberwachung.
Als Besonderheit gibt es in Österreich für Richtfunkzwecke nur vier Typentürme in Stahlbetonweise: Sender Roßbrand in Salzburg, Richtfunkstation Ansfelden bei Linz, Exelberg und den Funkturm Wien-Arsenal. Der Grund liegt darin, dass sich in der gebirgigen Landschaft Richtfunkstrecken kostengünstiger auf Bergspitzen und Anhöhen mittels kleiner Stahlfachwerktürme realisieren lassen als mit aufwendigen und größeren Stahlbetontürmen.
Der Richtfunkturm am Exelberg ist allerdings wirtschaftlich schlecht ausgelastet. Es wurde in den 1960er Jahren mit steigender Nachfrage nach Richtfunkdiensten im Raum Wien gerechnet. Durch die Entwicklung der Satelliten- und Glasfasertechnik trat diese Annahme allerdings nicht ein.
Bis zum Bau dieser Richtfunkanlage wurden die Richtfunkstrecken über den Sender Anninger abgewickelt, der seither nur für die Strecke Süd notwendig ist.

## Bildergalerie

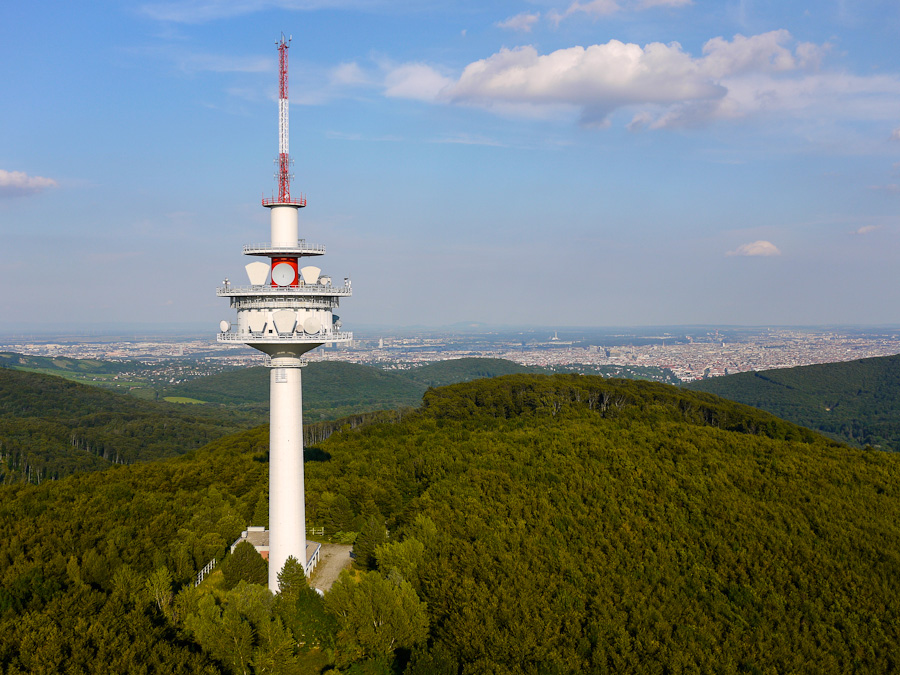
Der Sendeturm Exelberg – Luftbild, im Hintergrund die Stadt Wien
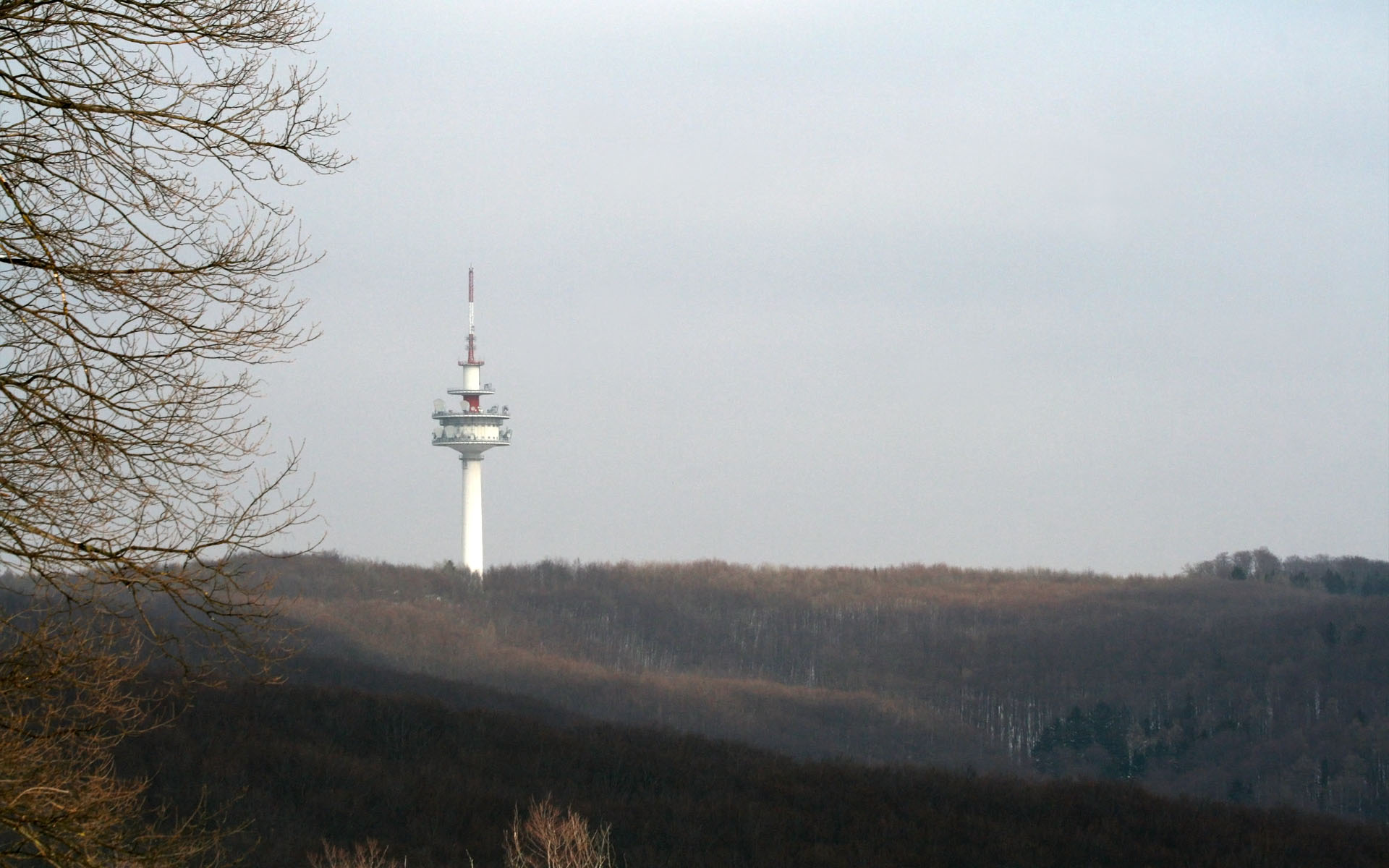
Der Sendeturm gesehen von der Sophienalpe
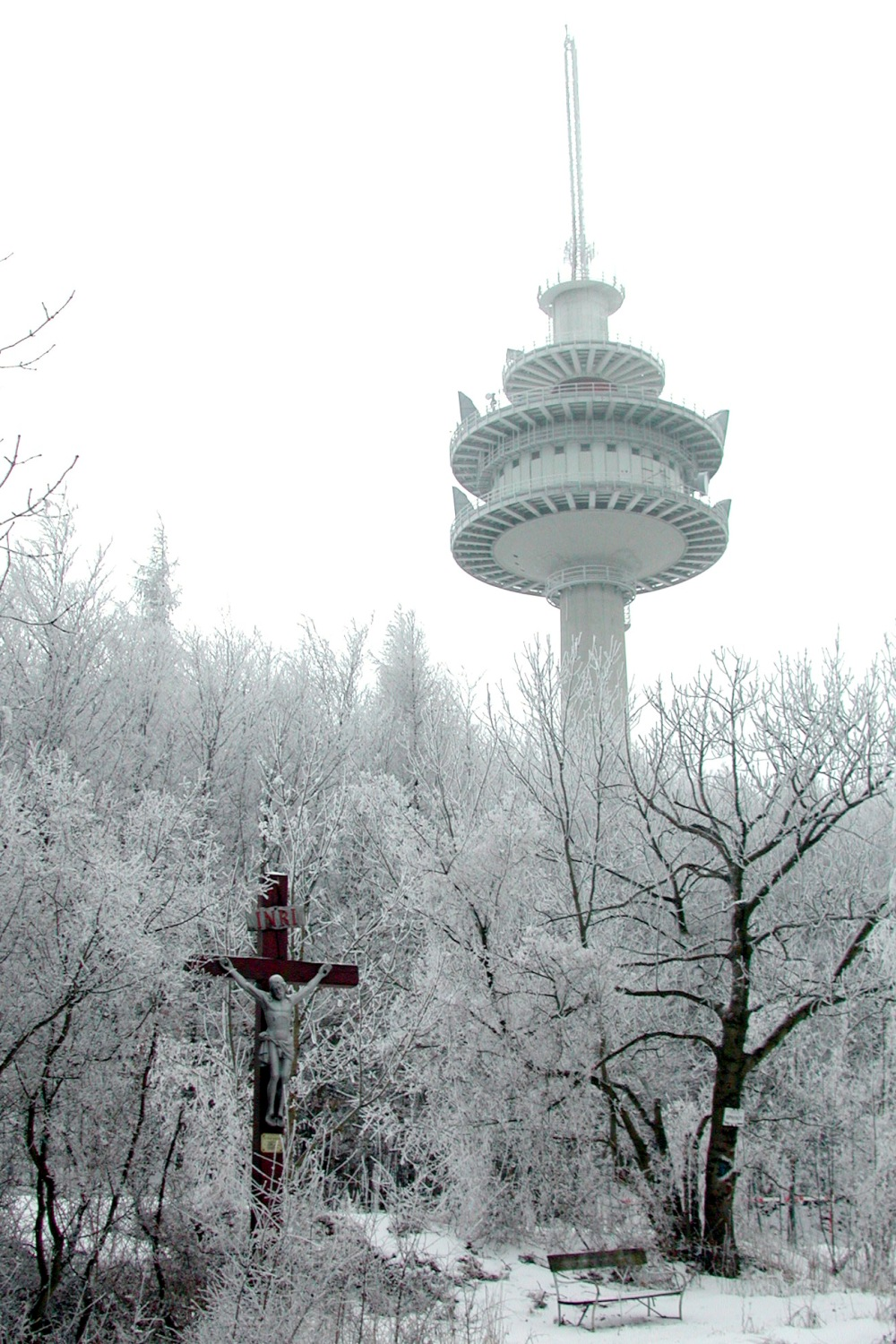
Sendeturm im Winter